# جزيرة الماس
جزيرة الماس (بالإنجليزية: Diamond Island)‏ هو فيلم دراما من تأليف تأليف ديفي تشو، وهو إنتاج مشترك بين كل من كمبوديا، فرنسا، ألمانيا، تايلاند وقطر.
استغرق تصوير الفيلم أكثر من خمسة أشهر في شوارع مدينة بنوم بنه ثم بدأ الترويج له على وسائل التواصل الاجتماعي خاصة في فيسبوك.
تم عرض الفيلم في فقرة أسبوع النقاد عام 2016 في مهرجان كان السينمائي.

## طاقم التمثيل
| الممثل       | الدور   |
| ------------ | ------- |
| سوبون نون    | بورا    |
| شيانيك نوف   | سولي    |
| ماديزا شهم   | آسا     |
| مين كورن     | دي      |
| سام يانغ     | فيراك   |
| صوفينا       | ميسا    |
| سري ليب      | ميسا    |
| جاني مين     | ليدا    |
| سام يانغ كيم | لياخينا |
| باتهام       | بلو     |

## وصلات خارجية
- جزيرة الماس على موقع IMDb (الإنجليزية)
- جزيرة الماس على موقع روتن توميتوز (الإنجليزية)
- جزيرة الماس على موقع ألو سيني (الفرنسية)
- جزيرة الماس على موقع أول موفي (الإنجليزية)
- جزيرة الماس على موقع فيلمافينيتي (الإسبانية)
- جزيرة الماس على موقع قاعدة بيانات الفيلم (الإنجليزية)
- جزيرة الماس على موقع ليتربوكسد (الإنجليزية)
- جزيرة الماس على موقع كينوبويسك (الروسية)